# Palau de Miramar
El Palau de Miramar, també anomenat Palau Municipal de Miramar o Palau Reial, és un palau d'estil anglès situat a la ciutat guipuscoana de Sant Sebastià, al País Basc. Va ser construït el 1893 per encàrrec de la Casa Reial espanyola, amb base en un projecte de 1889 de l'arquitecte anglès Selden Wornum. Situat davant de la badia de La Concha, disposa d'una de les més espectaculars vistes de la ciutat.